# 16023 Alisonyee
16023 Alisonyee è un asteroide della fascia principale. Scoperto nel 1999, presenta un'orbita caratterizzata da un semiasse maggiore pari a 2,5630660 UA e da un'eccentricità di 0,1056926, inclinata di 3,29154° rispetto all'eclittica.